# Go (песня Моби)
«Go» — второй по счёту сингл Моби и первый сингл из альбома под названием «Moby». Был успешным, и достиг десятой строчки UK Singles Chart. Так же на песню «Go» был сделан первый клип Моби.
Сингл был выпущен на нескольких лейблах, включая Gestrichen,Outer Rhythm, Low Spirit и
Rough Trade — причём, версия сингла, выпущенного на лейбле Low Spirit отличалась набором треков и дизайном обложки. Версии, выпущенные на других лейблах, мало отличались друг от друга.

## Список композиций
| № | Название            | Длительность |
| - | ------------------- | ------------ |
| 1 | Go (Woodtick Mix)   | 6:31         |
| 2 | Go (Low Spirit Mix) | 6:09         |
| 3 | Go (Analog Mix)     | 6:22         |

### версия сингла, выпущенная на лейбле Low Spirit

версия сингла Go, выпущенная на лейбле Low Spirit, отличалась дизайном обложки и набором треков

| № | Название          | Длительность |
| - | ----------------- | ------------ |
| 1 | Go (Original Mix) | 6:13         |
| 2 | Go (Remix)        | 6:09         |
| 3 | Breathe           | 6:15         |

## Go Remixes
Go Remixes — сборник ремиксов на песню Моби, «Go», вышедший в 1991 году. Позже, в августе 1996 года, вышел сборник «Rare: The Collected B-Sides 1989–1993» (англ.), который состоял из двух дисков. На втором диске под названием «Go: the collected remixes» были собраны ремиксы на песню «Go», записанные в разное время. Туда вошли и ремиксы из сборника «Go Remixes».

## Список композиций
| №  | Название              | Длительность |
| -- | --------------------- | ------------ |
| 1. | «Go (Radio Edit)»     | 3:32         |
| 2. | «Go (Rainforest Mix)» | 5:18         |
| 3. | «Go (Subliminal Mix)» | 4:30         |
| 4. | «Go (Woodtick Mix)»   | 6:31         |
| 5. | «Go (Soundtrack Mix)» | 5:21         |
| 6. | «Go (Original Mix)»   | 6:15         |